# سیم (مجلس لهستان)
سـِـیم (لهستانی: Sejm؛ تلفظ: Seym – [sɛjm] ()) که نام رسمی‌اش سـِـیمِ جمهوری لهستان است، مجلس سفلا در سیستم دومجلسی کشور لهستان است. حدود اختیار و نفوذ این مجلس را می‌توان با بوندستاگ در آلمان و مجلس عوام در ایالات متحده آمریکا مقایسه کرد.
این مجلس بالاترین هیئت حاکمه در جمهوری سوم لهستان از سال ۱۹۸۹ است و در کنار مجلس اعلا و مجلس سنا، قوه مقننه این کشور را تشکیل می‌دهند. این مجلس ۴۶۰ نماینده دارد که هر ۴ سال توسط رأی‌گیری عمومی انتخاب می‌شوند و رئیس آنرا «مارشالِ سِـیم» می‌نامند.
نخستین مجلس سفلا در لهستان در ۱۴۹۳ میلادی برپا شد که مجموعه‌ای از نجیب‌زادگان شِلَختا یا نمایندگان‌شان بود. در دوران پادشاهی لهستان (۱۳۸۵–۱۵۶۹)، واژهٔ «سـِـیم» به کل سیستم دومجلسی این کشور گفته می‌شد. از دوران جمهوری دوم لهستان واژهٔ «سـِـیم» تنها به بخش بزرگتر مجلس گفته می‌شود.